# محمد أمين زين الدين
آية الله العظمى الشيخ محمد أمين زين الدين (1333 - 1419 هـ) مرجع دين شيعي راحل، سكن في النجف ، تعود أصوله إلى قرية كرزكان في البحرين وكان الكثير من الشيعة يرجعون إليه في أحكامهم الشرعية فمن العراق ومن الخليج وغيرها من المناطق.
هو الشيخ محمد أمين بن الشيخ عبد العزيز بن الشيخ زين الدين بن علي بن الشيخ زين الدين بن علي بن مكي البصري ثم البحراني. كان أبوه الشيخ عبد العزيز –- المتوفى سنة 1347هـ. من علماء محافظـة البصرة، وكذلك كان جده الأدنى الشيخ زين الدين –- وهو أول من هاجر من البحرين إلى البصرة. أما جده الأعلى الشيخ زين الدين بن علي الأول فقد كان من علماء البحرين المعروفين في عصره.

## مؤلفاته

### الفقهية
1. كلمة التقوى 1 - 8.
2. بين المكلف والفقيه ( استفتاءات ).
3. المسائل المستحدثة.
4. التعليق على منهاج الصالحين 1 - 2.
5. التعليق على الرسالة الصلاتية للشيخ يوسف البحراني.
6. التعليق على مناسك الحج للإمام السيد محسن الحكيم.
7. تقريرات لدروس الشيخ محمد حسين الأصفهاني الكمباني في الفقه.
8. التعليق على العروة الوثقى 1 - 2.
9. التعليق على وسيلة النجاة.
10. تقريرات بحث الشيخ ضياء الدين العراقي في الأصول دورة كاملة.
11. دروسه في الفلسفة.[2]

### الفكرية
1. العفاف بين السلب والإيجاب.
2. الأخلاق عند الإمام الصادق.
3. مع الدكتور أحمد أمين في حديث المهدي والمهدوية.
4. رسالات السماء.
5. من أشعة القرآن 1 - 2.
6. من أشعة القرآن الجزء الثالث.
7. الإسلام ، ينابيعه ، مناهجه ، غاياته.
8. خطب الجمعة.
9. إلى الطليعة المؤمنة.
10. شرح لفقرة من دعاء الصباح ( يا من دلّ على ذاته بذاته ).
11. أمالي الحياة.
12. رسائل أدبية.[3]

## موقعه الرسمي
الموقع الرسمي للمرجع الشيعي زين الدين

## وصلات خارجية
- صحيفة الوسط البحرينية تتحدث عن الشيخ زين الدين